# Claudio Morganti (politico)
Claudio Morganti (Prato, 14 aprile 1973) è un politico italiano.

## Biografia
Dal 2002 al 2013 è  stato iscritto alla Lega Nord Toscana.
Dal 2004 al 2009 ricopre il ruolo di consigliere comunale a Vaiano, in provincia di Prato, e dal 2005 al 2008 è Segretario provinciale di Prato della Lega Nord.
Il 7 dicembre 2008 viene eletto Segretario Nazionale della Lega Nord Toscana dopo il commissariamento di Luca Rodolfo Paolini. Il 21 settembre 2011 si dimette da Segretario Nazionale a causa di contrasti con una parte dei militanti della Lega Nord Toscana; al suo posto viene nominato commissario federale Giovanni Fava.
Il 7 giugno 2009 viene eletto per la Lega Nord Padania nella VII legislatura (2009-2014) del Parlamento europeo, aderendo al Gruppo Europa della Libertà e della Democrazia (ELD).
Al Parlamento europeo è membro della Commissione per i bilanci (BUDG) e membro sostituto della Commissione per i problemi economici e monetari (ECON).
Fa parte della Delegazione alla Commissione parlamentare mista UE-Messico e della Delegazione all'Assemblea parlamentare euro-latinoamericana; è inoltre membro sostituto della Delegazione all'Assemblea parlamentare paritetica ACP-UE.
Ricopre la carica di Vicepresidente dell'Intergruppo Disabilità del Parlamento europeo.
Nell'aprile 2013 comunica di essere stato espulso dalla Lega Nord per contrasti con la segreteria politica del partito. Pur restando membro dell'ELD al Parlamento europeo, a partire dal 5 novembre 2013 risulta come indipendente rispetto al partito politico nazionale di riferimento.
Nel 2014 viene candidato, alle elezioni europee come capolista di Io Cambio-MAIE nella Circoscrizione Italia centrale (che raccoglie i 14 collegi elettorali della Toscana, dell'Umbria, delle Marche e del Lazio), senza essere rieletto.
Nel 2011 sostiene l'adozione dell'Esperanto - lingua artificiale che nel mondo si stima soltanto due milioni di persone conoscano - come lingua tecnica unica in seno alle procedure di registrazione dei brevetti europei.
Il 30 maggio 2020 viene arrestato per furto aggravato e continuato.